# Wolkenkratzer-Index
Der Wolkenkratzer-Index ist eine Theorie, die im Januar 1999 von Andrew Lawrence, dem wissenschaftlichen Direktor von Dresdner Kleinwort Wasserstein aufgestellt wurde. Es handelt sich um eine unwesentliche Abwandlung der bereits 1957 von Cyril Northcote Parkinson in den Parkinsonschen Gesetzen, Kapitel 8, Plans and Plants – entwickelten Theorie, wonach die höchste Perfektion von Gebäuden dann erreicht wird, wenn die Institutionen, die in ihnen residieren, bereits im Niedergang begriffen sind.
2010 veröffentlichte der Ökonom Gunter Löffler ein Diskussionspapier zum Zusammenhang der Börsenkurse und dem Bau von Wolkenkratzern, in dem er zu ähnlichen Schlüssen kam.

## Konzept
Das Konzept baut darauf auf, dass die höchsten Gebäude der Welt immer vor Zeiten wirtschaftlichen Niedergangs gebaut wurden. Konjunkturzyklen und der Bau von Wolkenkratzern korrelieren in einer Art und Weise, sodass die größten Investitionen in Wolkenkratzer getätigt werden, wenn der Gipfel des Konjunkturzyklus bereits erreicht ist oder kurz bevorsteht.
Wenngleich Wolkenkratzer und Hochhäuser immer als ein Anzeichen für den wirtschaftlichen Boom angesehen werden, sieht Lawrence darin ein Zeichen für den Abschwung. Er verwendet Wolkenkratzer-Projekte als Indikatoren für den wirtschaftlichen Niedergang.
Löffler erklärt den Zusammenhang zwischen Finanzkrisen und Rekordbauten dadurch, dass beide Konsequenzen eines zu großen Optimismus und damit einer zu hohen Risikobereitschaft seien.

## Entstehung
Lawrence begann die Entwicklung des Konzeptes vom Wolkenkratzer-Index eher scherzhaft, da er vom Thema einer Comedy-Show inspiriert wurde. Er verglich die historischen Daten mit Investitionen in Groß- und Rekordbauprojekte in den USA und entdeckte dabei bemerkenswerte Verbindungen. Die erste interessante Entdeckung betraf die Panik von 1907. Kurz zuvor wurden zwei große Bauprojekte in New York City, nämlich das Singer Building und der Metropolitan Life Tower, begonnen, die in den Jahren 1908 und 1909 fertiggestellt wurden.
Der nächsten Krise, dem Schwarzen Donnerstag 1929, gingen wiederum Rekordbauten voraus: der Bau von 40 Wall Street, dem Chrysler Building und dem Empire State Building. Während der Ölkrise 1973 und dem Börsenkrach 1973/74 wurden die wiederum höchsten Gebäude der Welt, der Sears Tower und das World Trade Center eröffnet. Die letzte Korrelation, die Lawrence nennt, sind die Petronas Towers und die Asienkrise 1997.
Im Jahr 2005 wurde die Theorie wiederbelebt, als fünf neue, große Bauprojekte in Manhattan in Angriff genommen wurden, wobei aber keines das höchste Gebäude der Welt war.
Weitere Indizien für diese Theorie liefert der Bauboom in Dubai mit dem Burj Khalifa, dessen Fertigstellung nach Eintreten der Finanzkrise ab 2007 nur durch großzügige Kredite des Nachbarlandes gesichert werden konnte.

## Gegenargumente
Kritiker betrachten das Modell vom Wolkenkratzer-Index als wenig zuverlässig. Beispielsweise gingen der Rezession von 1937 und der Rezession Anfang der 1980er Jahre keine Rekordbauten voraus.